# وی‌ورس
وی‌ورس (انگلیسی: Weverse; کره‌ای: 위버스، همچنین به سبک نوشتاری WeVerse نیز هست) یک اپ موبایل و پلتفرم وب ساخته شده توسط شرکت سرگرمی کره جنوبی، هایب کورپوریشن است. این اپ در میزبانی محتوای چند رسانه‌ای و ارتباط هنرمند با طرفدار برای موسیقی‌دان‌ها تخصص دارد. برنامه تجارت الکترونیکی همراه آن، وی‌ورس شاپ (انگلیسی: Weverse Shop، که قبلاً به عنوان وپلی؛ Weply شناخته می‌شد)، اشتراک محتواهای وی‌ورس، محصولات مرتبط با هنرمندان و کالاها را می‌فروشد.
وی‌ورس میزبان انواع محتوای رایگان و اشتراک از جمله ویدئوهای آموزشی و سرگرمی، به روز رسانی استوری به سبک اینستاگرام و تعاملات و بسترهای ارتباطی هنرمند با طرفداران است و پلتفرمی برای ارتباط برقرار کردن کاربران با یکدیگر است. این اپ همچنین برای انتشار بیانیه‌های رسمی هایب (سابقاً بیگ هیت انترتینمنت) به نمایندگی از طرف هنرمندان توسط ناشران خود استفاده می‌شود.
این نرم‌افزار توسط شرکت تابعهٔ تکنولوژی وی‌ورس (سابقاً بی‌ان‌اکس) متعلق به هایب توسعه داده شد. تا مارس ۲۰۲۰، وی‌ورس ۱٫۴ میلیون کاربر روزانه و وی‌ورس شاپ ۱٫۸ میلیون کاربر از ۲۰۰ کشور داشته‌است. از سال ۲۰۲۲، وی‌ورس بیش از ۶٫۸ میلیون کاربر ماهانه دارد.